# تحويل لابلاس
تحويل لابلاس عملية تجرى على الدوال الرياضية لتحويلها من مجال إلى آخر، وعادة يكون التحويل من مجال الزمن إلى مجال التردد، وهو شبيه بتحويل فوريي إلا أنه تم تطويرهما بشكل مستقل. وتحويل لابلاس مفيد في تحليل النظم الخطية (بخلاف تحويل فوريي الذي يستخدم عادة في تحليل الإشارات)، كما يستخدم لحل المعادلات التفاضلية لأنه يحولها إلى معادلات جبرية. وسمي التحويل بهذا الاسم نسبة إلى العالم الفرنسي لابلاس الذي عاش في القرن التاسع عشر.

## مقدمة
إذا اعتبرنا أن t الزمن 
، وأن s عدد مركب يساوي : s = σ + jω

فإن تحويل لابلاس الذي نرمز له هنا بالرمز L هو عملية تحويل إشارة أو دالة من دالة بمتغير هو الزمن إلى دالة بمتغير آخر هو التردد، أما الأصح هو أنها مؤثر يحول دالة بمتغير قيمته عدد حقيقي إلى دالة بمتغير قيمته (عدد مركب).
تحويل الدالة من متغير في الزمن إلى دالة في متغير للمسافة مثلا
مثال ذلك
تحويل السرعة المتغيرة التي هي دالة في الزمن
إلى دالة في المسافة
تحويل درجة الحرارة من دالة في الزمن إلى دالة في درجة حرارة المصدر

{\displaystyle f(t)_{\leftarrow _{l}}^{\rightarrow ^{L}}F(s)}

و دالة التحويل L أي التي تحول دالة بمتغير هو الزمن إلى دالة بمتغير هو التردد يمكن حسابها على النحو الآتي:

{\displaystyle L\left\{f(t)\right\}=F(s)=\int _{0}^{\infty }f(t)e^{-st}dt}

و كما يوجد تحويل لابلاس فإنه يوجد تحويل لابلاس معاكس، ويُرمز له بالرمز {\displaystyle {\mathcal {L}}^{-1}\ } وهو يقوم بالتحويل العكسي لتحويل لابلاس أي من دالة بمتغير قيمته عدد مركب إلى دالة بمتغير قيمته عدد حقيقي، ويمكن حساب هذه العملية على النحو التالي:

{\displaystyle f(t)={\mathcal {L}}^{-1}\{F\}={\mathcal {L}}_{s}^{-1}\{F(s)\}:={\frac {1}{2\pi i}}\lim _{T\to \infty }\int _{\gamma -iT}^{\gamma +iT}e^{st}F(s)\,ds,}

## خصائص ونظريات
هناك مجموعة من الخصائص لتحويل لابلاس لابد من معرفتها لتسهيل استخدامه وبخاصة في تحليل النظم الخطية، من أهمها حالات التفاضل والتكامل.
والجدول التالي يبين ملخصا لهذه الخصائص والنظريات:
إذا كان هناك دالتين:
(f(t و (g(t
وكان تحويل لابلاس لهما هو:
(F(s و (G(s
{\displaystyle f(t)={\mathcal {L}}^{-1}\{F(s)\}}
{\displaystyle g(t)={\mathcal {L}}^{-1}\{G(s)\}}
وفيما يلي بيان تلك الخصائص والنظريات transform:
|                                         | مجال الزمن t                                                     | مجال التردد s                                                                                                | ملاحظات |
| --------------------------------------- | ---------------------------------------------------------------- | --- | --- |
| الخطية                                  | {\displaystyle af(t)+bg(t)\ }                                    | {\displaystyle aF(s)+bG(s)\ }                                                                                | يمكن إثباتها بالقواعد الأساسية للتكامل.                                                                       |
| التفاضل (الاشتقاق) في مجال التردد       | {\displaystyle tf(t)\ }                                          | {\displaystyle -F'(s)\ }                                                                                     | F′ هي المشتقة الأولى لـ F.                                                                                    |
| التفاضل (الاشتقاق) في مجال التردد       | {\displaystyle t^{n}f(t)\ }                                      | {\displaystyle (-1)^{n}F^{(n)}(s)\ }                                                                         | F(n)′ هي المشتقة رقم n لـ F.                                                                                  |
| التفاضل (الاشتقاق) في مجال الزمن        | {\displaystyle f'(t)\ }                                          | {\displaystyle sF(s)-f(0)\ }                                                                                 | بفرض f قابلة للاشتقاق، ومشتقاتها على صورة دالة أسية للثابت الطبيعي e. ويمكن إثبات ذلك بواسطة التكامل بالتجزيء |
| التفاضل (الاشتقاق) الثاني في مجال الزمن | {\displaystyle f''(t)\ }                                         | {\displaystyle s^{2}F(s)-sf(0)-f'(0)\ }                                                                      | بفرض f قابلة للاشتقاق مرتين، ومشتقاتها الثانية على صورة دالة أسية للثابت الطبيعي e                            |
| التفاضل (الاشتقاق) عامةً في مجال الزمن   | {\displaystyle f^{(n)}(t)\ }                                     | {\displaystyle s^{n}F(s)-\sum _{k=1}^{n}s^{k-1}f^{(n-k)}(0)\ }                                               | بفرض f قابلة للاشتقاق n من المرات، ومشتقاتها رقم n على صورة دالة أسية.                                        |
| تكامل في مجال التردد                    | {\displaystyle {\frac {f(t)}{t}}\ }                              | {\displaystyle \int _{s}^{\infty }F(\sigma )\,d\sigma \ }                                                    | يمكن استنتاجه باستخدام التفاضل في مجال التردد.                                                                |
| التكامل في مجال الزمن                   | {\displaystyle \int _{0}^{t}f(\tau )\,d\tau =(u*f)(t)}           | {\displaystyle {1 \over s}F(s)}                                                                              | u(t) هي دالة قفزة. لاحظ أن: (u ∗ f)(t) يمثل التفاف (رياضيات) of u(t) و f(t).                                  |
| تحجيم الزمن                             | {\displaystyle f(at)}                                            | {\displaystyle {\frac {1}{\|a\|}}F\left({s \over a}\right)}                                                  | |
| إزاحة التردد                            | {\displaystyle e^{at}f(t)\ }                                     | {\displaystyle F(s-a)\ }                                                                                     | |
| إزاحة الزمن                             | {\displaystyle f(t-a)u(t-a)\ }                                   | {\displaystyle e^{-as}F(s)\ }                                                                                | u(t) هي دالة قفزة أحادية                                                                                      |
| ضرب                                     | {\displaystyle f(t)g(t)}                                         | {\displaystyle {\frac {1}{2\pi i}}\lim _{T\to \infty }\int _{c-iT}^{c+iT}F(\sigma )G(s-\sigma )\,d\sigma \ } | التكامل يتم على الخط الرأسي Re(σ) = c الذي يقع في منطقة تقارب F.                                              |
| التفاف (رياضيات)                        | {\displaystyle (f*g)(t)=\int _{0}^{t}f(\tau )g(t-\tau )\,d\tau } | {\displaystyle F(s)\cdot G(s)\ }                                                                             | |
| مرافق عدد مركب                          | {\displaystyle f^{*}(t)}                                         | {\displaystyle F^{*}(s^{*})}                                                                                 | |
| ارتباط (إحصاء)                          | {\displaystyle f(t)\star g(t)}                                   | {\displaystyle F^{*}(-s^{*})\cdot G(s)}                                                                      | |
| دالة دورية                              | {\displaystyle f(t)}                                             | {\displaystyle {1 \over 1-e^{-Ts}}\int _{0}^{T}e^{-st}f(t)\,dt}                                              | f(t) هي دالة دورية زمنها الدوري هو T أي أن f(t) = f(t + T), لكل t ≥ 0.                                        |

## بعض الدوال ومقابلها في تحويللابلاس
| {\displaystyle f(t)={{1 \over {2\pi j}}\int _{c+j\infty }^{c-j\infty }F(s)e^{st}ds}} | {\displaystyle F(s)=\int _{0}^{\infty }f(t)e^{-st}dt}         |
| {\displaystyle \delta (t)}                                                           | {\displaystyle 1}                                             |
| {\displaystyle h(t)}                                                                 | {\displaystyle 1 \over s}                                     |
| {\displaystyle t^{n}}                                                                | {\displaystyle n! \over s^{n+1}}                              |
| {\displaystyle t^{n}e^{-at}}                                                         | {\displaystyle n! \over {(s+a)^{n+1}}}                        |
| {\displaystyle \cos w_{0}t}                                                          | {\displaystyle s \over {s^{2}+w_{0}^{2}}}                     |
| {\displaystyle \sin w_{0}t}                                                          | {\displaystyle w_{0} \over {s^{2}+w_{0}^{2}}}                 |
| {\displaystyle e^{-at}\cos w_{0}t}                                                   | {\displaystyle s+a \over {(s+a)^{2}+w_{0}^{2}}}               |
| {\displaystyle e^{-at}\sin w_{0}t}                                                   | {\displaystyle w_{0} \over {(s+a)^{2}+w_{0}^{2}}}             |
| {\displaystyle t\cos w_{0}t}                                                         | {\displaystyle s^{2}-w_{0}^{2} \over {(s^{2}+w_{0}^{2})^{2}}} |
| {\displaystyle t\sin w_{0}t}                                                         | {\displaystyle 2w_{0}s \over {(s^{2}+w_{0}^{2})^{2}}}         |

## أهمية وفوائد تحويللابلاس

### تسهيل حل المعادلات التفاضلية
فلنعتبر مثلا المعادلة التفاضلية التالية:
{\displaystyle 2{\ddot {x(t)}}+3{\dot {x(t)}}+4x(t)=f(t)}
مع اعتبار قيمة (0)x أي أخذ ما يسمى بالشروط البدئية بعين الاعتبار:
{\displaystyle {\dot {x(0)}}=a} و{\displaystyle x(0)=b}
إيجاد الحل مباشرة لهاته المعادلة التفاضلية (التي قد تكون مثلا معادلة جسم يقوم بحركة ما أي أنها نموذج عنه) قد يكون صعبا، فما العمل؟
الحل هو تحويل المعادلة عن طريق تحويل لابلاس فتصبح المعادلة كالتالي:
{\displaystyle 2(s^{2}X(s)-sx(0)-{\dot {x(0)}})+3(sX(s)-x(0))+4X(s)=F(S)}
{\displaystyle 2s^{2}X(s)-2sb-2a+3sX(s)-3b+4X(s)=F(S)}
{\displaystyle (2s^{2}+3s+4)X(s)-2sb-2a-3b=F(S)}
{\displaystyle (2s^{2}+3s+4)X(s)=F(S)+2sb+2a+3b}
{\displaystyle X(s)=(F(S)+2sb+2a+3b)/(2s^{2}+3s+4)}
و بذلك كل ما تبقى فعله الآن هو حل المعادلة البسيطة وهي معادلة متعددة الحدود من الدرجة الثانية باستخدام تحويل لابلاس العكسي.

## طرق رياضياتية مساعدة
كثيرا ما نحتاج إلى استخدام طريقة إكمال المربع عند حساب تحويلات لابلاس العسكية، وذلك لوضع الدالة المراد تحويلها في صورة مربعة تناسب أحد الصور الموجودة بالجدول السابق.